# 1912年
1912年（1912 ねん）は、西暦（グレゴリオ暦）による、月曜日から始まる閏年。明治45年/大正元年。

## 他の紀年法
- 干支 : 壬子
- 日本（月日は一致）
  - 明治45年（1月1日 - 7月30日）
  - 大正元年（7月30日 - 12月31日）
  - 皇紀2572年
- 中国（月日は一致）
  - 清 : 宣統3年11月13日 - 12月25日（グレゴリオ暦2月12日）
  - 中華民国元年
- 朝鮮（月日は一致）
  - 檀紀4245年
  - 主体元年
- ベトナム
  - 阮朝 : 維新5年11月13日 - 維新6年11月23日
- モンゴル国
  - 共戴元年11月13日 - 共戴2年11月23日
- 仏滅紀元 : 2454年10月12日 - 2455年閏9月7日
- ヒジュラ暦（イスラム暦） : 1330年1月11日 - 1331年1月21日
- ユダヤ暦 : 5672年4月11日 - 5673年4月21日
- 修正ユリウス日 (MJD) : 19402 - 19767
- リリウス日 (LD) : 120243 - 120608

※檀紀は、大韓民国で1948年に法的根拠を与えられたが、1962年からは公式な場では使用されていない。

※主体暦は、朝鮮民主主義人民共和国で1997年に制定された。

## カレンダー
| 1月 |    |    |    |    |    |    |
| 日  | 月 | 火 | 水 | 木 | 金 | 土 |
|     | 1  | 2  | 3  | 4  | 5  | 6  |
| 7   | 8  | 9  | 10 | 11 | 12 | 13 |
| 14  | 15 | 16 | 17 | 18 | 19 | 20 |
| 21  | 22 | 23 | 24 | 25 | 26 | 27 |
| 28  | 29 | 30 | 31 |    |    |    |
|     |    |    |    |    |    |    |

| 2月 |    |    |    |    |    |    |
| 日  | 月 | 火 | 水 | 木 | 金 | 土 |
|     |    |    |    | 1  | 2  | 3  |
| 4   | 5  | 6  | 7  | 8  | 9  | 10 |
| 11  | 12 | 13 | 14 | 15 | 16 | 17 |
| 18  | 19 | 20 | 21 | 22 | 23 | 24 |
| 25  | 26 | 27 | 28 | 29 |    |    |
|     |    |    |    |    |    |    |

| 3月 |    |    |    |    |    |    |
| 日  | 月 | 火 | 水 | 木 | 金 | 土 |
|     |    |    |    |    | 1  | 2  |
| 3   | 4  | 5  | 6  | 7  | 8  | 9  |
| 10  | 11 | 12 | 13 | 14 | 15 | 16 |
| 17  | 18 | 19 | 20 | 21 | 22 | 23 |
| 24  | 25 | 26 | 27 | 28 | 29 | 30 |
| 31  |    |    |    |    |    |    |
|     |    |    |    |    |    |    |

| 4月 |    |    |    |    |    |    |
| 日  | 月 | 火 | 水 | 木 | 金 | 土 |
|     | 1  | 2  | 3  | 4  | 5  | 6  |
| 7   | 8  | 9  | 10 | 11 | 12 | 13 |
| 14  | 15 | 16 | 17 | 18 | 19 | 20 |
| 21  | 22 | 23 | 24 | 25 | 26 | 27 |
| 28  | 29 | 30 |    |    |    |    |
|     |    |    |    |    |    |    |

| 5月 |    |    |    |    |    |    |
| 日  | 月 | 火 | 水 | 木 | 金 | 土 |
|     |    |    | 1  | 2  | 3  | 4  |
| 5   | 6  | 7  | 8  | 9  | 10 | 11 |
| 12  | 13 | 14 | 15 | 16 | 17 | 18 |
| 19  | 20 | 21 | 22 | 23 | 24 | 25 |
| 26  | 27 | 28 | 29 | 30 | 31 |    |
|     |    |    |    |    |    |    |

| 6月 |    |    |    |    |    |    |
| 日  | 月 | 火 | 水 | 木 | 金 | 土 |
|     |    |    |    |    |    | 1  |
| 2   | 3  | 4  | 5  | 6  | 7  | 8  |
| 9   | 10 | 11 | 12 | 13 | 14 | 15 |
| 16  | 17 | 18 | 19 | 20 | 21 | 22 |
| 23  | 24 | 25 | 26 | 27 | 28 | 29 |
| 30  |    |    |    |    |    |    |
|     |    |    |    |    |    |    |

| 7月 |    |    |    |    |    |    |
| 日  | 月 | 火 | 水 | 木 | 金 | 土 |
|     | 1  | 2  | 3  | 4  | 5  | 6  |
| 7   | 8  | 9  | 10 | 11 | 12 | 13 |
| 14  | 15 | 16 | 17 | 18 | 19 | 20 |
| 21  | 22 | 23 | 24 | 25 | 26 | 27 |
| 28  | 29 | 30 | 31 |    |    |    |
|     |    |    |    |    |    |    |

| 8月 |    |    |    |    |    |    |
| 日  | 月 | 火 | 水 | 木 | 金 | 土 |
|     |    |    |    | 1  | 2  | 3  |
| 4   | 5  | 6  | 7  | 8  | 9  | 10 |
| 11  | 12 | 13 | 14 | 15 | 16 | 17 |
| 18  | 19 | 20 | 21 | 22 | 23 | 24 |
| 25  | 26 | 27 | 28 | 29 | 30 | 31 |
|     |    |    |    |    |    |    |

| 9月 |    |    |    |    |    |    |
| 日  | 月 | 火 | 水 | 木 | 金 | 土 |
| 1   | 2  | 3  | 4  | 5  | 6  | 7  |
| 8   | 9  | 10 | 11 | 12 | 13 | 14 |
| 15  | 16 | 17 | 18 | 19 | 20 | 21 |
| 22  | 23 | 24 | 25 | 26 | 27 | 28 |
| 29  | 30 |    |    |    |    |    |
|     |    |    |    |    |    |    |

| 10月 |    |    |    |    |    |    |
| 日   | 月 | 火 | 水 | 木 | 金 | 土 |
|      |    | 1  | 2  | 3  | 4  | 5  |
| 6    | 7  | 8  | 9  | 10 | 11 | 12 |
| 13   | 14 | 15 | 16 | 17 | 18 | 19 |
| 20   | 21 | 22 | 23 | 24 | 25 | 26 |
| 27   | 28 | 29 | 30 | 31 |    |    |
|      |    |    |    |    |    |    |

| 11月 |    |    |    |    |    |    |
| 日   | 月 | 火 | 水 | 木 | 金 | 土 |
|      |    |    |    |    | 1  | 2  |
| 3    | 4  | 5  | 6  | 7  | 8  | 9  |
| 10   | 11 | 12 | 13 | 14 | 15 | 16 |
| 17   | 18 | 19 | 20 | 21 | 22 | 23 |
| 24   | 25 | 26 | 27 | 28 | 29 | 30 |
|      |    |    |    |    |    |    |

| 12月 |    |    |    |    |    |    |
| 日   | 月 | 火 | 水 | 木 | 金 | 土 |
| 1    | 2  | 3  | 4  | 5  | 6  | 7  |
| 8    | 9  | 10 | 11 | 12 | 13 | 14 |
| 15   | 16 | 17 | 18 | 19 | 20 | 21 |
| 22   | 23 | 24 | 25 | 26 | 27 | 28 |
| 29   | 30 | 31 |    |    |    |    |
|      |    |    |    |    |    |    |

## できごと

### 1月
- 1月1日
  - 孫文が南京で中華民国の成立を宣言し、臨時大総統に就任
  - 夏目漱石『彼岸過迄』連載開始（朝日新聞、 - 4月29日）
- 1月6日
  - 米国でニューメキシコが47番目に州となる
  - アルフレート・ヴェーゲナーが大陸移動説を発表。
- 1月8日 - アフリカ民族会議設立
- 1月13日 -　山陰本線、餘部鉄橋完成（兵庫県）。3月1日より香住 - 浜坂間開業と同時に営業運転。
- 1月17日 - スコット隊が南極点に到達
- 1月23日 - 万国阿片条約調印
- 1月28日 - 白瀬隊が南極点到達を断念、南緯80度5分、西経156度37分の地点（ロス棚氷上）最終到達地点を大和雪原と命名、日の丸を立て日本領地宣言。

### 2月
- 2月12日 - 愛新覚羅溥儀が清朝皇帝を退位（清の滅亡）
- 2月13日 - 米国作曲家作詞家出版者協会 (ASCAP) 設立。
- 2月14日 - 米国でアリゾナが48番目に州となる
- ファン・ボイ・チャウらがベトナム光復会を設立

### 3月
- 3月1日 - 山陰本線、香住 - 浜坂間開業により京都 - 出雲今市（現：出雲市）間全通。
- 3月1日 - 美濃部達吉『憲法講話』。これを上杉慎吉が批判して、美濃部と上杉で論争が勃発
- 3月10日 - 袁世凱が孫文に代わり臨時大総統に就任
- 3月12日
  - ジャパン・ツーリスト・ビューロー（後の日本交通公社→JTB）設立
  - ガールスカウト創立
- 3月27日 - 尾崎行雄東京市長がワシントン市に三千本の桜の樹を贈る
- 3月29日 - 1月17日に南極点に到達していたロバート・スコット隊が全滅する
- 3月30日 - フランスがモロッコを保護国化

### 4月
- 4月1日 - 吉本吉兵衛・せい夫婦が寄席小屋「第二文芸館」の経営に参画（吉本興業創業）
- 4月14日 - タイタニック号が北大西洋で沈没
- 4月17日 - シベリアのレナ川付近でストライキを行っていた金鉱労働者をロシア帝国軍が射殺（レナ虐殺事件）
- 4月20日 - タイガー・スタジアム開場
- 4月29日 - 夕張炭鉱で爆発事故（死亡276名）

### 5月
- 5月5日 - ストックホルムオリンピック（第5回夏季オリンピック大会）開催（ - 7月27日）。日本はオリンピックに初参加。
- 5月15日 - 第11回衆議院議員総選挙
- 5月18日 - 日本海軍の巡洋戦艦「金剛」が進水。日本海軍最後の外国製戦艦であった。
- 5月22日 - 大尉アルフレッド・カニングハム（英語版）が、アメリカ海兵隊員として初めて空を飛び、海軍航空士となる。（米海軍海兵隊航空団の始まり）
- セルビア、ブルガリア、ギリシア、モンテネグロの4か国相互に防衛同盟が成立する（バルカン同盟）。

### 6月
- 6月6日 - アラスカ州カトマイ山山腹で、史上最大級の噴火。ノバラプタが形成される。
- 6月7日 - 日蓮宗富士派が日蓮正宗と改称
- 6月8日
  - 日本鋼管設立
  - ユニバーサル・ピクチャーズ設立
- 日付不明 - 東京で自動車取締規則が定められる。当時の制限速度は16km/hとされていた[1]。

### 7月
- 7月3日 - 通天閣（初代）完成
- 7月8日 - 第3回日露協約調印（特殊権益地域を内蒙古まで拡大）
- 7月14日 - ストックホルム五輪マラソン競技に日本代表として参加した金栗四三がレース中に倒れるも一般家庭に介抱されその後帰国、主催者に棄権の意思表示がされなかったため、記録上「競技中に失踪し行方不明」となる。その後金栗は1967年3月21日、ストックホルム五輪開催55周年を記念する式典に招待され正式ゴール、54年8ヶ月6日5時間32分20秒3の記録を残す。

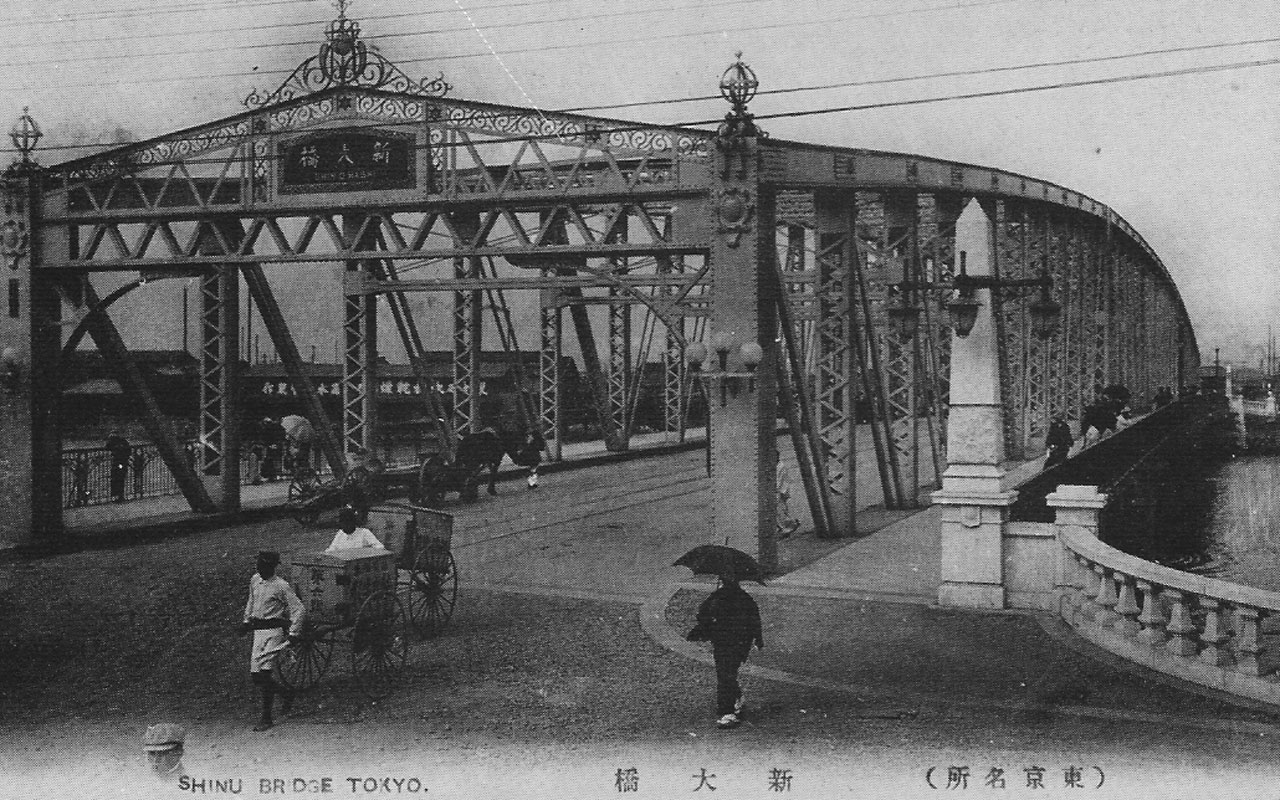
（旧）新大橋

- 7月19日 - 隅田川に架かる（旧）新大橋が現在の場所に鋼橋として完成。
- 7月20日 - 宮内省（現在の宮内庁）が明治天皇御不例を発表
- 7月30日
  - 0時43分、明治天皇崩御、皇太子嘉仁親王践祚（第123代天皇、大正天皇）
  - 元号を明治（1868年 - 1912年）から大正（1912年 - 1926年）に改元

### 8月
- 8月1日
  - ユングフラウ鉄道開通
  - 友愛会結成（鈴木文治ら）
- 8月5日 - 日本で最初のタクシー会社「タクシー自働車株式会社」（7月10日創設）営業開始
- 8月11日 - 吉澤商會（後の日活）が『オリンピック大競技会第一報』を封切（浅草電気館）。日本初のオリンピック公開映像。
- 8月21日 - 第29臨時議会召集
- 8月25日 - 中国同盟会などが国民党に改組

### 9月
- 9月10日
  - オランダ領東インド（現インドネシア）でサレカット＝イスラム成立
  - 日本活動写真会社設立
- 9月13日
  - 明治天皇大喪（青山練兵場）
  - 乃木希典が夫人とともに自宅で殉死
- 9月15日
  - 早川電気（後のシャープ）設立（早川徳次）
  - 高知県で初めてのガス灯が、高知瓦斯（ガス）株式会社によって導入される[2]。
- 9月17日 - 才賀電気商会が破綻。岐阜電鉄、十六銀行などが影響を受ける。[3][リンク切れ][出典無効]
- 9月22日 - この日の夜に四国東部に上陸した台風は、日本海を北上して北海道にまで被害を出した[4]。北海道では多くの漁船が転覆したほか、富山県地方で列車転覆などの被害があった[5]。全国で661人が死亡した[6]。→ 大正元年の台風

### 10月
- 10月8日 - 第一次バルカン戦争勃発
- 10月20日 - 警視庁により、ジゴマの日本での上映が禁止された。[3][リンク切れ][出典無効]

### 11月
- 11月5日 - 米大統領選挙でウッドロウ・ウィルソンが勝利
- 11月24日 - 第2インターナショナルがバーゼルで臨時大会を開催
- 11月28日 - アルバニアがオスマン帝国から独立を宣言
- チャールズ・ドーソンらが、ロンドン郊外で類人猿の頭蓋骨を発見、ピルトダウン人と名付ける。
- 第二次西園寺公望内閣、2個師団増設案を閣議で否決

### 12月
- 日付不明 - 福岡県飯塚市の菓子舗吉野堂がひよ子の発売を開始[7]。
- 12月1日 - 警視庁が日本で初めて警察犬を採用。[3][リンク切れ][出典無効]
- 12月2日 - 上原勇作陸相が増師問題で辞職
- 12月3日 - 第一次バルカン戦争休戦
- 12月5日 - 第2次西園寺内閣総辞職
- 12月6日 - 夏目漱石『行人』連載開始（朝日新聞、- 1913年11月5日）
- 12月17日 - 桂太郎に組閣命令
- 12月19日 - 東京で第一回憲政擁護大会が開催
- 12月21日 - 第3次桂内閣成立
- 12月23日 - 夕張炭鉱で爆発事故。216名が死亡。4月に276名の死亡事故を起こしたばかりであった。
- 12月24日 - 第30議会召集

### 日付不詳
- ロシアで、アクメイズムとロシア未来派が始動。
- ウラジオストク航路（ロシア）に接続する国際列車が新橋（1914年からは東京駅） - 金ヶ崎（後に敦賀港に改称）で運行される（ボート・トレイン）。
- 多摩川の流路改修と境界整理が行われ、東京府と神奈川県の境界が多摩川を中心とした現在のように定まる。
- ドイツでユースホステルが生まれる。
- 愛知県愛知郡下之一色村（現:名古屋市中川区下之一色）にて西川屋（現:ユニー）創業。

## 誕生

### 1月
- 1月1日 - 太田薫、労働運動家（+ 1998年）
- 1月4日 - 井出一太郎、政治家（+ 1996年）
- 1月7日 - 美濃政市、政治家（+ 1988年）
- 1月7日 - ギュンター・ヴァント、指揮者（+ 2002年）
- 1月8日 - 今井正、映画監督（+ 1991年）
- 1月8日 - 藤田進、俳優（+ 1990年）
- 1月11日 - 徳川家英、徳川宗家17代当主徳川家正長男（+ 1936年）
- 1月12日 - 名取礼二、生理学者（+ 2006年）
- 1月20日 - 関英雄、児童文学者（+ 1996年）
- 1月20日 - 水島道太郎、俳優（+ 1999年）
- 1月22日 - 森敦、小説家（+ 1989年）
- 1月23日 - 小坂善太郎、政治家（+ 2000年）
- 1月26日 - 津村枕石、書家（+ 1997年）
- 1月28日 - ジャクソン・ポロック、画家（+ 1956年）
- 1月28日 - 高橋信次、医学者・放射線科医（+ 1985年）

### 2月
- 2月1日 - 安田優、陸軍軍人・二・二六事件の参加将校の一人 (+ 1936年)
- 2月3日 - 檀一雄、小説家・作詞家（+ 1976年）
- 2月3日 - 安西正道、元全日本空輸社長（+ 1990年）
- 2月4日 - バイロン・ネルソン、ゴルフ選手（+ 2006年）
- 2月4日 - エーリヒ・ラインスドルフ、指揮者（+ 1993年）
- 2月6日 - エヴァ・ブラウン、ヒトラーの愛人として知られる女性（+ 1945年）
- 2月8日 - ニキタ・マガロフ、ピアニスト（+ 1992年）
- 2月9日 - 双葉山定次、第35代横綱・日本相撲協会理事長（+ 1968年）
- 2月10日 - 中古智、美術監督（+ 1994年）
- 2月11日 - ルドルフ・フィルクスニー、ピアニスト・作曲家（+ 1994年）
- 2月11日 - 丸木俊、洋画家（+ 2000年）
- 2月12日 - 武田泰淳、小説家（+ 1976年）
- 2月17日 - 市川男女之助、俳優（+ 1992年）
- 2月19日 - ヘルマン・フローン、地理学者・気候学者（+ 1997年）
- 2月19日 - 谷口千吉、映画監督（+ 2007年）
- 2月20日 - 龍崎一郎、俳優（+ 1988年）
- 2月20日 - 久松静児、映画監督（+ 1990年）
- 2月22日 - 伊沢一郎、俳優（+ 1995年）
- 2月27日 - ロレンス・ダレル、小説家（+ 1990年）

### 3月
- 3月1日 - 矢野健太郎、数学者（+ 1993年）
- 3月1日 - ボリス・チェルトック、科学者・工学者（+ 2011年）
- 3月1日 - 庄司保親、実業家・政治家（+ 没年不明）
- 3月3日 - 福家俊一、政治家（+ 1987年）
- 3月6日 - 上田藤夫、プロ野球選手（+ 2003年）
- 3月6日 - 都留重人、経済学者（＋2006年）
- 3月10日 - ジークフリート・ボリース、ヴァイオリニスト（+ 1980年）
- 3月11日 - 岩本義行、プロ野球選手（+ 2008年）
- 3月11日 - ハビエル・モンサルバーチェ、作曲家（+ 2002年）
- 3月13日 - 松下達夫、俳優（+ 1985年）
- 3月13日 - 山路ふみ子、女優・実業家（+ 2004年）
- 3月16日 - パット・ニクソン、アメリカ合衆国のファーストレディ・第37代アメリカ合衆国大統領リチャード・ニクソン夫人（+ 1993年）
- 3月23日 - ヴェルナー・フォン・ブラウン、科学技術者（+ 1977年）
- 3月23日 - 杉森久英、小説家（+ 1997年）
- 3月25日 - 田中春男、俳優（+ 1992年）
- 3月27日(戸籍上は4月1日) - 吉田健一、翻訳家・評論家（+ 1977年）
- 3月28日 - 大岡虎雄、プロ野球選手（+ 1975年）
- 3月28日 - ルシール・フレッチャー、脚本家・作家（+ 2000年）
- 3月28日 - 畑中健二、大日本帝國陸軍軍人(最終階級:陸軍少佐)・宮城事件の首謀者(失敗して自決)（+ 1945年）

### 4月
- 4月1日 - 前川八郎、プロ野球選手、野球指導者（+ 2010年）
- 4月5日 - 川崎弘子、女優（+ 1976年）
- 4月8日 - ソニア・ヘニー、フィギュアスケート選手・女優（+ 1969年）
- 4月15日 - 金日成、北朝鮮首相・国家主席（+ 1994年）
- 4月15日 - 戸川幸夫、小説家・児童文学作家（+ 2004年）
- 4月15日 - 古谷綱正、ジャーナリスト（+ 1989年）
- 4月17日 - 山下好一、プロ野球選手（+ 1997年）
- 4月19日 - 源氏鶏太、作家（+ 1985年）
- 4月19日 - グレン・シーボーグ、物理学者（+ 1999年）
- 4月19日 - 松本竣介、洋画家（+ 1948年）
- 4月20日 - 前田喜代士、プロ野球選手（+ 1938年）
- 4月22日 - キャスリーン・フェリア、コントラルト歌手（+ 1953年）
- 4月22日 - 新藤兼人、映画監督・脚本家（+ 2012年）
- 4月30日 - 完倉泰一、撮影監督（+ 1981年）

### 5月
- 5月4日 - 岡村俊昭、プロ野球選手（+ 1996年）
- 5月5日 - 清水金一、喜劇人・映画俳優（+ 1966年）
- 5月11日 - 林伊佐緒、歌手・作曲家（+ 1995年）
- 5月12日 - 稲垣史生、時代考証家・歴史小説家（+ 1996年）
- 5月17日 - シャーンドル・ヴェーグ、ヴァイオリニスト（+ 1997年）
- 5月18日 - ペリー・コモ、歌手（+ 2001年）
- 5月19日 - 福井福太郎、会社員(101歳までサラリーマンを務めた人物)（+ 2017年）
- 5月21日 - モンティ・ストラットン、メジャーリーガー（+ 1982年）
- 5月23日 - ジャン・フランセ、作曲家（+ 1997年）
- 5月30日 - ジュリアス・アクセルロッド、生化学者（+2004年）

### 6月
- 6月4日 - 森本薫、劇作家・演出家・翻訳家（+ 1946年）
- 6月5日 - 大友柳太朗、俳優（+ 1985年）
- 6月5日 - 鈴木銀之助、プロ野球選手（+ 1959年）
- 6月6日 - 青山杉雨、書家（+ 1993年）
- 6月6日 - 新田次郎、小説家（+ 1980年）
- 6月7日 - 奥田元宋、日本画家（+ 2003年）
- 6月8日 - オノサト・トシノブ、洋画家（+ 1986年）
- 6月19日 - 和田信賢、NHKアナウンサー（+ 1952年）
- 6月23日 - アラン・チューリング、数学者（+ 1954年）
- 6月26日 - 髙山辰雄、日本画家（+ 2007年）

### 7月
- 7月2日 - アルフレッド・デザンクロ、作曲家（+ 1971年）
- 7月3日 - 中村三郎、プロ野球選手（+ 没年不明[戦死]）
- 7月4日 - 佐藤忠良、彫刻家（+ 2011年）
- 7月9日 - 高野百介、プロ野球選手（+ 1945年）
- 7月11日（ユリウス暦6月28日） - セルジュ・チェリビダッケ、指揮者（+ 1996年）
- 7月11日 - 黑田秀雄、元大日本帝国海軍軍人（+ 1979年）
- 7月14日 - ウディ・ガスリー、フォーク歌手（+ 1967年）
- 7月14日 - 阿木翁助、劇作家・脚本家（+ 2002年）
- 7月17日 - 灰山元治、プロ野球選手（+ 1987年）
- 7月20日 - 糸川英夫、工学者（+ 1999年）
- 7月31日 - ミルトン・フリードマン、マクロ経済学者（+ 2006年）

### 8月
- 8月1日 - 飯沼正明、パイロット（+ 1941年）
- 8月4日 - ラウル・ワレンバーグ、スウェーデン人外交官（+ 1952年[厳密には1947年以降､消息不明]）
- 8月13日 - ベン・ホーガン、プロゴルファー（+ 1997年）
- 8月13日 - 後藤正、プロ野球選手（+ 1937年）
- 8月18日 - 多田裕計、小説家・俳人（+ 1980年）
- 8月23日 - ジーン・ケリー、俳優（+ 1996年）
- 8月23日 - 宮柊二、歌人（+ 1986年）
- 8月25日 - エーリッヒ・ホーネッカー、ドイツ民主共和国国家評議会議長（+ 1994年）
- 8月25日 - 福田恆存、評論家・翻訳家・劇作家（+ 1994年）
- 8月25日 - 村上三島、書家（+ 2005年）
- 8月29日 - 孫基禎、マラソン選手（+ 2002年）
- 8月31日 - 手塚勝巳、プロ野球選手、俳優、スーツアクター（+ 没年不詳）

### 9月
- 9月1日 - 青柴憲一、プロ野球選手（+ 1945年）
- 9月1日 - 西村正夫、プロ野球選手（+ 2002年）
- 9月3日 - 寺内一隆、プロ野球選手（+ 没年不明[戦死]）
- 9月5日 - ジョン・ケージ、作曲家（+ 1992年）
- 9月5日 - フランク・トーマス、アニメーター（+ 2004年）
- 9月6日 - ジャック・ファット、ファッションデザイナー（+ 1954年）
- 9月6日 - 鈴木孝俊、美術監督（+ 1996年）
- 9月7日 - デビッド・パッカード、実業家・工学者（+ 1996年）
- 9月8日 - 亀田忠、プロ野球選手（+ 1976年）
- 9月10日 - 郡司良、俳優（+ 1982年）
- 9月15日 - 成田知巳、政治家、社会党委員長（+ 1979年）
- 9月18日 - 古畑正秋、天文学者（+ 1988年）
- 9月19日 - クルト・ザンデルリング、指揮者（+ 2011年）
- 9月21日 - シャーンドル・ジェルジ、ピアニスト（+ 2005年）
- 9月22日 - 清水崑、漫画家（+ 1974年）
- 9月26日 - プレストン・クラウド、古生物学者・地理学者（+ 1991年）
- 9月28日 - 大原富枝、小説家（+ 2000年）
- 9月29日 - ミケランジェロ・アントニオーニ、映画監督（+ 2007年）

### 10月
- 10月1日 - 服部高顯、第9代最高裁判所長官（+ 1993年）
- 10月2日 - フランク・マリナ、航空技師・画家（+ 1981年）
- 10月3日 - 米山正夫、作曲家（+ 1985年）
- 10月14日 - 瀬良明、俳優（+ 没年不明）
- 10月17日 - ヨハネ・パウロ1世、第262代ローマ教皇（+ 1978年）
- 10月19日 - 山田一雄、指揮者（+ 1991年）
- 10月21日 - ゲオルク・ショルティ、指揮者 （+ 1997年）
- 10月21日 - 道上伯、柔道家 （+ 2002年）
- 10月21日 - ヤコフ・フリエール、ピアニスト・音楽教師（+ 1977年）
- 10月26日 - ドン・シーゲル、映画監督（+ 1991年）
- 10月27日 - コンロン・ナンカロウ、作曲家（+ 1997年）
- 10月31日 - オリー・ジョンストン、アニメーター（+ 2008年）

### 11月
- 11月2日 - 勝田正之、実業家（+ 1991年）
- 11月7日 - 晴気誠、大日本帝國陸軍軍人(最終階級:陸軍少佐)(敗戦後に自決)（+ 1945年）
- 11月11日 - 佐々木猛、競馬騎手・調教師（+ 没年不明）
- 11月20日 - オットー・フォン・ハプスブルク、ハプスブルク家当主・元オーストリア＝ハンガリー帝国皇太子（+ 2011年）
- 11月21日 - 佐野周二、俳優（+ 1978年）
- 11月23日 - 三宅艶子、作家・文芸評論家（+ 1994年）
- 11月24日 - 清川虹子、女優（+ 2002年）
- 11月28日 - 中村元、インド哲学者・仏教学者（+ 1999年）
- 11月30日 - 玉ノ海梅吉、大相撲の力士（+ 1988年）

### 12月
- 12月1日 - 宮本正太郎、天文学者（+ 1992年）
- 12月1日 - ミノル・ヤマサキ、日系アメリカ人建築家（+ 1986年）
- 12月5日 - 木下惠介、映画監督・脚本家（+ 1998年）
- 12月5日 - サニー・ボーイ・ウィリアムソンII、ハーモニカ奏者（+ 1965年）
- 12月7日 - 舟越保武、彫刻家（+ 2002年）
- 12月10日 - 武智鉄二、演劇評論家・演出家・映画監督（+ 1988年）
- 12月13日 - 下永尚、録音技師（+ 1998年）
- 12月14日 - 塚本快示、陶芸家（+ 1990年）
- 12月16日 - チャールズ・マーキス・ウォーレン、映画監督、脚本家、小説家、映画プロデューサー（+ 1990年）
- 12月22日 - レディ・バード・ジョンソン、アメリカ合衆国のファーストレディ・第36代アメリカ合衆国大統領リンドン・ジョンソン夫人（+ 2007年）
- 12月25日 - 阿部光子、小説家（+ 2008年）
- 誕生日不明 - 田中雅夫、写真評論家（+ 1987年）

### 誕生月日不詳
- 藤田信雄、日本海軍軍人、史上唯一アメリカ本土空襲を実施（+ 1997年）

## 崩御・死去

### 1月
- 1月1日 - 金成喜蔵、実業家、愛隣学校創設者（* 1824年）
- 1月4日 - 東久世通禧、公卿・侍従長・元老院副議長・貴族院副議長・枢密院副議長・華族（* 1834年）
- 1月11日 - 永井直哉、櫛羅藩主（* 1850年）
- 1月16日 - ゲオルク・ハイム、詩人（* 1887年）
- 1月25日 - ドミトリー・ミリューチン、軍人・政治家（* 1816年）
- 1月27日 - 西寛二郎、軍人・教育総監・華族（* 1846年）

### 2月
- 2月8日 - 松平勝成、松山藩主（* 1832年）
- 2月12日 - アルマウェル・ハンセン、医師（* 1841年）
- 2月12日 - 下山順一郎、薬学者（* 1853年）
- 2月12日 - 守山恒太郎、野球選手（* 1880年)
- 2月16日 - ニコライ・カサートキン、司祭・宣教師・主教・聖人（* 1836年）
- 2月25日 - ギヨーム4世、ルクセンブルク大公（* 1852年）
- 2月28日 - 池辺三山、ジャーナリスト（* 1864年）
- 2月28日 - 高崎正風、歌人・作詞家（* 1836年）

### 3月
- 3月13日 - 西徳二郎、外務大臣・枢密顧問官・華族（* 1847年）
- 3月24日 - アントニオ・パチノッティ、物理学者（* 1841年）
- 3月26日 - ニコライ・ピモネンコ、画家（* 1862年）
- 3月29日 - ロバート・スコット、軍人・探検家（* 1868年）
- 3月30日 - 藤田伝三郎、藤田組創始者・奇兵隊員・華族（* 1841年）

### 4月
- 4月2日 - 石本新六、陸軍大臣・華族（* 1854年）
- 4月3日 - カルブレイス・ロジャース、操縦士（* 1879年）
- 4月4日 - 岸本辰雄、大審院判事・弁護士・明治法律学校（現・明治大学）初代校長（* 1851年）
- 4月13日 - 石川啄木、歌人・詩人・評論家（* 1886年）
- 4月15日 - ジョン・ジェイコブ・アスター4世（* 1864年）
- 4月15日 - イジドー・ストラウス、実業家・政治家（* 1845年）
- 4月15日 - エドワード・スミス、タイタニック号船長（* 1850年）
- 4月15日 - ハリー・エルキンズ・ワイドナー、図書収集家（* 1885年）
- 4月15日 - ジャック・フットレル、ジャーナリスト・小説家・推理作家（* 1875年）
- 4月20日 - ブラム・ストーカー、小説家（* 1847年）

### 5月
- 5月14日 - ヨハン・アウグスト・ストリンドベリ、小説家（* 1849年）
- 5月14日 - フレゼリク8世、デンマーク君主（* 1843年）
- 5月17日 - 結城無二三、自称京都見廻組、新選組隊士（* 1845年）
- 5月18日 - エードゥアルト・シュトラースブルガー、植物学者（* 1844年）
- 5月19日 - アルフォンス・アッセルマン、ハープ演奏者・作曲家（* 1845年）
- 5月22日 - 李容九、政治家（* 1868年）
- 5月28日 - ポール・ボアボードラン、化学者（* 1838年）
- 5月30日 - ウィルバー・ライト、発明家（* 1867年）

### 6月
- 6月1日 - ダニエル・バーナム、建築家（* 1846年）
- 6月12日 - フレデリック・パシー、経済学者・ノーベル平和賞受賞者（* 1822年）
- 6月12日 - フェルディナント・ツィルケル、地質学者（* 1838年）
- 6月25日 - ローレンス・アルマ＝タデマ、画家（* 1836年）

### 7月
- 7月6日 - 菊池武夫、法学者（* 1854年）
- 7月17日 - アンリ・ポアンカレ、数学者（* 1854年）
- 7月30日 - 明治天皇、天皇（* 1852年）

### 8月
- 8月13日 - ジュール・マスネ、作曲家（* 1842年）
- 8月30日 - 渋沢成一郎、幕臣・彰義隊（* 1838年）

### 9月
- 9月1日 - サミュエル・コールリッジ＝テイラー、作曲家（* 1875年）
- 9月13日 - 乃木希典、軍人・学習院院長・台湾総督（* 1849年）
- 9月13日 - 乃木静子、乃木希典の妻（* 1859年）
- 9月23日 - 横山作次郎、柔道家（* 1863年）

### 10月
- 10月5日 - ルイス・ボス、天文学者（* 1846年）
- 10月5日 - 穂積八束、法学者・貴族院議員・日本大学創立者（* 1860年）
- 10月11日 - 池田成章、官僚・初代両羽銀行頭取（* 1840年）
- 10月22日 - ヴィルヘルム・エープシュタイン、医師（* 1836年）
- 10月30日 - ジェームズ・S・シャーマン、アメリカ合衆国副大統領（* 1855年）

### 11月
- 11月11日 - ユゼフ・ヴィエニャフスキ、作曲家・ピアニスト（* 1837年）
- 11月17日 - リチャード・ノーマン・ショウ、建築家（* 1831年）

### 12月
- 12月2日 - 川崎正蔵、川崎重工業創業者・神戸新聞社創業者・貴族院議員・華族（* 1838年）
- 12月7日 - ジョージ・ハワード・ダーウィン、天文学者・数学者（* 1845年）
- 12月13日 - 元良勇次郎、心理学者（* 1858年）

### 日時不詳
- 日時不詳 - 羽鳥千尋、陸軍軍医学校職員、森鷗外『羽鳥千尋』のモデル（* 1886年）

## ノーベル賞
- 物理学賞 - ニルス・グスタフ・ダレーン
- 化学賞 - フランソワ・グリニャール、ポール・サバティエ
- 生理学・医学賞 - アレクシス・カレル
- 文学賞 - ゲアハルト・ハウプトマン
- 平和賞 - エリフ・ルート (Elihu Root)